# Natsuki: The Movie
『Natsuki: The Movie (Life in Japan Documentary)』（ナツキ：ザ・ムービー（ライフ・イン・ジャパン・ドキュメンタリー））は、仙台在住の英国人YouTuberクリス・ブロードが、自身のチャンネル『Abroad in Japan』において2018年5月31日に投稿した第2作目のドキュメンタリー作品である。「カリスマ的な無邪気さ（charismatic innocence）」として視聴者から人気を集める山形県在住の美容師・阿蘓夏樹が主演を務めている。

## 概略
山形県に在住する親友で美容室オーナーの阿蘓夏樹の初の欧州旅行を追ったコメディ調のドキュメンタリーである。クリス・ブロードがディレクター及び編集を担当している。10代の頃に描いていたプロのロックバンド活動や海外渡航の夢を大人になっても捨てきれず、一日15時間労働という美容室オーナーとしての日々に忙殺されていたナツキが、番組の企画によって初の欧州渡航を実現し、「死ぬまでにやることリスト」を次々達成していく中で、創造するエネルギーを取り戻していくというストーリー。この番組はクラウドファンディングの資金援助によって実現した企画であり、「Patreon」がなければ実現できなかった作品であると語られている。2019年10月時点で合計視聴回数70万回以上を記録している人気作品である。また『the japan times』では、この番組はクラウドファンディングとソーシャルメディアを通して誰もがクリエイターになれる可能性があることを示したとしている。

## ストーリー
山形県で美容院を15年間営んでいる44歳のナツキは、毎朝コーヒーと2本のタバコで目覚める。一日に消費するタバコの量は30本。やめようとしたがストレスのため2週間で断念したという。「いつやめるの？」と問われると、「死ぬとき」と答える。美容師になったのは高校卒業後、2年間他の会社の上司の元で働き、自分の想いが伝わらないもどかしさから徐々に独立志向が高まり、自己表現できる仕事を目指したいと思ったため。14歳でザ・クラッシュやセックス・ピストルズなどを聴きパンク・ロックに目覚め、バンド活動に没頭したが、現在は時間が無く飾っているだけのギターが虚しく光っていた。
ナツキの妻アサミは夫についてのインタビューで「一生懸命で優しく、楽しませてくれる」ところが好きだといい、それでも「やっぱりタバコを止めてほしい。働きすぎなので、少し遊んで欲しい」と答える。ナツキは外で煙草を吸いながら「日本人は皆働きすぎてて、疲れてる。今は一日12～15時間くらい働いてる。タバコは仕事から離れるため。夜9時まで働くのは長すぎる」と溜め息をつく。
ナツキの20年来の行きつけのバーでは英国のユニオン・ジャックとシド・ヴィシャスが飾られていた。バーのマスターであるテラはナツキとバンドでライバル関係だったが、イギリスの音楽が共通点となり意気投合した。チュッパチャップスのマジックを見せ、ギターを弾きながら物思いにふけるナツキ。俺もまたバンドがしたいと言いながら「眠い」と呟く。
自宅に戻ると、自身の出演した動画を見ながら、「YouTubeは2つの人生が作れる、寝ている間に違う国の人が自分を知ってくれる」と目を輝かせる。同時に「今の仕事は好きだけど、（働き方が）変えられるかどうか。日本のスタイルは変わらない」とし、外へ出て海を眺めながら「高校卒業後に海外に行く勇気がなかった。メンタルが弱く簡単な道を選んだ。もし高校生に戻れるなら、何も分からなくても海外に行く」と呟く。
そんなある日『Abroad in Japan』で欧州に行く企画が通り、「バケットリスト（死ぬまでにやることリスト）」を8項目作ることになったナツキ。
1)シドヴィシャスに会う、2)自分のファンに会う、3)ストーンヘンジに行く、4)ブライトンでフィッシュ・アンド・チップスを食べる、5)日本では出来ないアクティビティスポーツをする、6)パリでエッフェル塔を見る、7)フランス料理を自分の舌で確かめる、8)ルーブル美術館でモナ・リザに会う、という8項目を完成させる。
美容室の休みを１週間取れることになり、行きつけの料理店の女将・ケイコからロンドンで働く息子へ渡して欲しいと言う「塩のりとそば」の土産を手に、クリス・ブロードとロンドンへ飛ぶ。
ロンドンに着くや否や、ナツキはシド・ヴィシャスの墓碑を探すため、ロンドン北部ハイゲイト墓地へ。シドの墓碑を探すが、一向に見つからない。地元の人は「ここにはない」と言う。シドはアメリカ・ニューヨークに埋葬されていると知り、膝をついて崩れ落ちる。夢を叶えられないと悟ったナツキは、帰り道で社会主義の父カール・マルクスの墓碑に花束を捧げ、「Nice UK」と言い残し去る。
その後、インドア・スカイダイビング、ストーンヘンジを訪れ、次々とバケット・リストをクリアしていく。再びロンドンへ戻り、旅を満喫するナツキは橋から観光客へ「Welcome to London!」と手を振り、バルーンを手に「My message to the world is....Life is balloons（俺の世界へのメッセージは…「人生は風船だ」）」という名言を残す。
ロンドンのレスター・スクウェアでは、ナツキのファンであるというジェフゲニと遭遇し、付近のバーでビールを飲み交わしながら、ナツキの十八番となった「Justice Delicious」のギャグで盛り上がる。ジェフは「彼の顔を3年間見てきて、実際動画そのままだった。彼は誰にでもオープンで、英語の意味が通らなくても、何故か超面白いんだ」と顔を輝かせる。堅く握手を交わし、「また会おう」と別れる。
その後、ケイコから託されたお土産をロンドンで働く息子に渡し、Absolute Radioのスタジオを訪れピート・ドナルドソンの番組に出演を果たす。そしてバケットリストの4つ目、海辺のリゾート地 ブライトンで、本場の「フィッシュ・アンド・チップス」を堪能する。
翌朝パリに着き、早速ルーブル美術館でモナ・リザを鑑賞し、フランス料理のエスカルゴを食し、アンティークマーケットで白雪姫と7人の小人の置物を300ユーロで購入する。エッフェル塔を見上げ、購入した置物を並べながら「良い経験だった、こんなに短い時間でこんなにエキサイティング、日本に帰りたくないな」と感嘆する。
欧州での冒険を胸に、日本に帰ってきたナツキは唯一叶わなかったが、一番の念願であった「シド・ヴィシャスの墓前に花束を捧げる」という夢を、彼のために曲を作って捧げるという形で終わらせることにする。
エンディングでは、息を吹き返したようなナツキの姿があった。「旅行に行くまでは毎日疲れてたけど、やっと自分を取り戻すことができた。夢を膨らませて、もっと色んな人に会いたい。だからみんな、夢を捨てないで！絶対ダメだよ、気付いてクダサーイ！」と満面の笑みで言葉を投げ掛ける。舞台はライブ会場へと移り、パンサー柄のジレで大胆に変身したナツキは、ギターを肩に掛け、シドに捧げる曲を熱く歌い上げて幕を閉じる。

## 楽曲
主演である阿蘓夏樹が作詞作曲を担当した楽曲が使用されている。

## キャスト
- 阿蘓夏樹（あそ・なつき）- 山形県酒田市美容室オーナー
- クリス・ブロード（Chris Broad）- 英国出身の人気YouTuber、『Abroad in Japan』の運営者。
- ピート・ドナルドソン （Pete Donaldson）- ロンドンのトップラジオDJ。

## スタッフ
- カメラ - Peter Murray、Chris Broad
- カメラサポート - Julie Sergent、Nick Chambers
- プロモーショナル・マーケティング - David Thomas
- ドローン - Yuki Ikeda
- ディレクター・編集 - Chris Broad